# Museo storico nazionale (Uruguay)
Il Museo Storico Nazionale (Museo Histórico Nacional in spagnolo), acronimo MNH, è una delle principali istituzioni museali della capitale uruguaiana Montevideo.

## Storia
Nel 1837 il governo uruguaiano deliberò l'istituzione di un Museo di Storia Naturale e di una Biblioteca Nazionale. Il 18 luglio dell'anno seguente i due enti furono ufficialmente aperti al pubblico. Nel 1880 la Biblioteca fu separata dal Museo che nel 1942 verrà ribattezzato Museo Storico Nazionale e trasferito nella casa di Fructuoso Rivera.

## Descrizione
Il museo è suddiviso in una serie di case, in passato appartenute ad alcuni dei principali personaggi della storia nazionale, dove sono custodite diverse collezioni di oggetti, documenti, libri ed opere d'arte.

### Le case
- Casa del Generale Fructuoso Rivera, sede centrale del Museo, ospita un'esposizione permanente sulla nascita e la conformazione dello stato uruguaiano[1].
- Casa di Antonio Montero, ospita l'emeroteca del Museo ed una collezione di opere d'arte ed oggetti del periodo romantico[1].
- Casa di Juan Antonio Lavalleja
- Casa di Manuel Ximénez y Gómez, ospita al suo interno i laboratori di restauro e conservazione del Museo[1].
- Casa di Giuseppe Garibaldi, dimora del patriota italiano durante l'assedio di Montevideo.
- Casa di Juan Francisco Giró
- Casa quinta di Luis Alberto de Herrera
- Casa quinta di José Batlle y Ordóñez